# نیل دان
نیل پاتریک دان (زاده ۱۶ فوریه ۱۹۵۳) جراح آمریکایی و سیاستمدار حزب جمهوری‌خواه است که از سال ۲۰۱۷ به عنوان نماینده ایالات متحده برای حوزه انتخابیه دوم فلوریدا  خدمت می‌کند.
دان در ۱۶ فوریه ۱۹۵۳ در بوستون، ماساچوست متولد شد. او مدرک لیسانس علوم را در علوم میان رشته‌ای از دانشگاه واشینگتن و لی و دکترای پزشکی از دانشکده پزشکی و علوم بهداشت دانشگاه جورج واشینگتن دریافت کرد. او دوره کارآموزی پزشکی خود را در مرکز پزشکی ارتش والتر رید به پایان رساند. دان به مدت ۱۱ سال در ارتش ایالات متحده خدمت کرد و به درجه سرگردی رسید.